# 松岡菜摘
松岡 菜摘（まつおか なつみ、1996年〈平成8年〉8月8日 - ）は、日本のアイドルであり、女性アイドルグループ・HKT48チームHの元メンバーである。チームHではキャプテンを務めた。7人組ユニットChouの元メンバー。福岡県出身。

## 略歴
2011年
- 7月10日、HKT48の1期生オーディションに合格。
- 10月23日、西武ドームで開催された『「フライングゲット」発売記念全国握手会イベント「AKB48祭り powerd by AKB48 ネ申テレビ」』でお披露目された。
- 11月26日、HKT48劇場杮落とし公演で劇場デビューした。

2012年
- 3月4日、チームHが結成された際、正規メンバー16名の1人に選出される。
- 4月22日、「誰かのために」プロジェクトの一環として、AKB48メンバー6名とともに岩手県釜石市を訪問した。

2014年
- 2月24日、『AKB48グループ大組閣祭り』において、再編後の新生チームHにおいて副キャプテンを務めることが発表された。
- 5月から6月にかけて実施された『AKB48 37thシングル選抜総選挙』では64位で、フューチャーガールズに選出された[2]。

2015年
- 9月24日、初のソロ写真集『追伸』を発売[3]。
- 5月から6月にかけて実施された『AKB48 41stシングル選抜総選挙』では51位で、フューチャーガールズに選出された。

2016年
- 5月から6月にかけて実施された『AKB48 45thシングル選抜総選挙』では46位で、ネクストガールズに選出された。
- 7月11日、福岡サンパレスホールで開催された『HKT48夏のホールツアー2016〜HKTがAKB48グループを離脱?国民投票コンサート〜』において、同月末付でHKT48を卒業するチームHキャプテンの穴井千尋から、松岡が後任のキャプテンに就任することが発表される[4]。

2017年
- 5月から6月にかけて投票が実施された『AKB48 49thシングル 選抜総選挙』では59位となり、フューチャーガールズに選出された[5]。

2022年
- 7月2日、HKT48チームH『RESET』公演で卒業を発表した[6]。
- 9月4日、13thシングル「3-2」、14thシングル「君とどこかへ行きたい」、15thシングル「ビーサンはなぜなくなるのか?」 劇場盤発売記念「会場でおしゃべり会」の振替開催をもってHKT48を卒業した[7]。

## 人物
- ホルモンが好きと公言しており、HKT48でのキャッチコピーは、劇場公演デビュー当初から「ホルモンがー、『食べたーい!!』。ホルモンが大好きな平成8年8月8日、888生まれの17歳、福岡県出身の”なつ”こと松岡菜摘です」としている[8]。またメロンパンも好物で、SKE48・松井玲奈が会長を務める「メロンパン同盟」に加入していた[9]。
- 趣味は甘いものを食べること[10]。特技は糸電話である[10]。
- 「竹垣に竹立て掛けたのは竹立て掛けたかったから竹立て掛けたのです」という早口言葉を得意とする[11]。
- HKT48に加入するまで「年上の人から声を掛けられても返事しかできなかった」という極度の人見知りだったが[12]、劇場公演では仕切り役を務めている。指原莉乃によれば、キャプテンの穴井千尋がつたないから、とのこと[13]。
- AKB48の峯岸みなみを目標としており[14]、将来の夢はタレントである。好きなアーティストはTRIPLANE[15]、ナオト・インティライミである[16]。
- 2015年3月2日、高等学校過程を修了し卒業式に出席[17]。前日の3月1日夜に、福岡空港で発生した全日本空輸（ANA）機故障による滑走路閉鎖の影響で[18]、同日の関東での仕事後に羽田空港から福岡に戻るために搭乗予定だった便が欠航となり東京での滞在を余儀なくされるというトラブルに見舞われたが[19]、当日の移動で出席することができた[17]。

## HKT48での参加楽曲

### シングル選抜楽曲
HKT48名義
- スキ!スキ!スキップ!（2013年3月20日） - EAN 4988005747150。
  - お願いヴァレンティヌ - EAN 4988005747150。
  - 今がイチバン - 「うまくち姫」名義 EAN 4988005747150。
- メロンジュース（2013年9月4日） - EAN 4988005779595。
  - そこで何を考えるか? - EAN 4988005779595。
  - 泥のメトロノーム - 「うまくち姫」名義 EAN 4988005779601。
- 桜、みんなで食べた（2014年3月12日） - EAN 4988005814586。
  - 君はどうして? - EAN 4988005814586。
  - 既読スルー - 「Team H」名義 EAN 4988005814586。
  - 君のことが好きやけん - EAN 4988005814616。
- 控えめI love you !（2014年9月24日） - EAN 4988005837837。
  - 今 君を想う - EAN 4988005837837。
  - アイドルの王者 - 「Team H」名義 EAN 4988005837837。
- 12秒（2015年4月22日） - EAN 4988005877222。 
  - ロックだよ、人生は… - EAN 4988005877222。
  - カメレオン女子高生 - 「Team H」名義 EAN 4988005877239。
- しぇからしか!（2015年11月25日） - 「HKT48 feat.氣志團」名義 EAN 4988031129203。
  - 黄昏のタンデム - EAN 4988031129203。
  - Buddy - 「Team H」名義 EAN 4988031129203。
- 74億分の1の君へ（2016年4月13日） - EAN 4988031148914。
  - Chain of love - EAN 4988031148914。
- 最高かよ（2016年9月7日） - JAN 4988031177365。
  - 夢ひとつ - 「穴井千尋と仲間たち」名義 EAN 4988031177365。
  - 夜空の月を飲み込もう - 「HKT48 Team H」名義 EAN 4988031177372。
- 「バグっていいじゃん」（2017年2月15日）に収録
  - 必然的恋人 - EAN 4988031207314。
  - HKT48ファミリー - EAN 4988031207406。
- キスは待つしかないのでしょうか?（2017年8月2日） - EAN 4988031235386。
- 早送りカレンダー（2018年5月2日）
  - 季節のせいにしたくはない
- 意志（2019年4月10日）
  - 誰より手を振ろう
  - いつだってそばにいる
- 3-2（2020年4月22日）
  - キスの花びら - 「Chou」名義
  - 青春の出口
- 君とどこかへ行きたい（2021年5月12日）
- ビーサンはなぜなくなるのか?（2022年6月22日）

AKB48名義
- 「ギンガムチェック」（2012年8月29日）に収録
  - あの日の風鈴 - 「ウェイティングガールズ」名義 EAN 4988003426774。
- 「永遠プレッシャー」（2012年12月5日）に収録
  - 初恋バタフライ - 「HKT48」名義 EAN 4988003429744。
- 「さよならクロール」（2013年5月22日）に収録
  - バラの果実 - 「アンダーガールズ」名義 EAN 4988003438623。
- 「鈴懸の木の道で「君の微笑みを夢に見る」と言ってしまったら僕たちの関係はどう変わってしまうのか、僕なりに何日か考えた上でのやや気恥ずかしい結論のようなもの」（2013年12月11日）に収録
  - ウインクは3回 - 「HKT48」名義 EAN 4988003445201。
- 「前しか向かねえ」（2014年2月26日）に収録
  - 君の嘘を知っていた - 「Beauty Giraffes」名義 EAN 4988003450113。
- 「心のプラカード」（2014年8月27日）に収録
  - 性格が悪い女の子 - 「フューチャーガールズ」名義 EAN 4988003454470。
- 「希望的リフレイン」（2014年11月26日）に収録
  - Ambulance - 「ゆり組」名義 EAN 4988003460822。
- 「Green Flash」（2015年3月4日）に収録
  - 大人列車 - 「HKT48」名義 EAN 4988003465988。
- 「ハロウィン・ナイト」（2015年8月26日）に収録
  - 君にウェディングドレスを… - 「フューチャーガールズ」名義 EAN 4988003473051。
- 「唇にBe My Baby」（2015年12月9日）に収録
  - マドンナの選択 - 「れなっち総選挙選抜」名義 EAN 4988003479077。
- 「君はメロディー」（2016年3月9日）に収録
  - Make noise - 「HKT48」名義 EAN 4988003484637。
- 「LOVE TRIP/しあわせを分けなさい」（2016年8月31日）に収録
  - 進化してねえじゃん - 「ネクストガールズ」名義 EAN 4988003491468。
- 「シュートサイン」（2017年3月15日）に収録
  - 止まらない観覧車 - 「HKT48」名義 EAN 4988003500689。
- 「願いごとの持ち腐れ」（2017年5月31日）に収録
  - 点滅フェロモン - EAN 4988003504502。
- 「#好きなんだ」（2017年8月30日）に収録
  - 自分たちの恋に限って - 「フューチャーガールズ」名義 EAN 4988003508838。
- 「センチメンタルトレイン」（2018年9月19日）に収録
  - ある日 ふいに… - 「フューチャーガールズ」名義
- 「NO WAY MAN」（2018年11月28日）に収録
  - 耳を塞げ! - 「チームナイスファイト」名義

### アルバム
HKT48名義
- 092（2017年12月27日）に収録
  - 人差し指の銃弾
  - パッションフルーツの秘密 - 「Chou」名義
- アウトスタンディング（2021年12月1日）に収録
  - 突然 Do love me!
  - HAKATA吸血鬼

AKB48名義
- 1830m（2012年8月15日）に収録
  - 青空よ 寂しくないか? - 「AKB48+SKE48+NMB48+HKT48」名義 EAN 4988003426767。
- サムネイル（2017年1月25日）に収録
  - 青くさいロック - EAN 4988003499815。

### その他の参加楽曲
- タンスのゲン（2013年3月1日） - 「HKT48」名義
- 思い出にするにはまだ早すぎる（2021年6月20日） - 「HKT48」名義

### 劇場公演ユニット曲
チームH 1st Stage「手をつなぎながら」
- 雨のピアニスト

チームH 「博多レジェンド」公演
- てもでもの涙（2013年10月30日まで）
- 遠距離ポスター
- 禁じられた2人（2013年11月7日以降）
- 制服レジスタンス（指原莉乃のアンダー）
- 制服のバンビ（宮脇咲良のアンダー）

ひまわり組「パジャマドライブ」公演
- てもでもの涙

 チームH 2nd Stage「青春ガールズ」
- Blue rose
- ふしだらな夏
- 禁じられた2人（田島芽瑠のアンダー）

 チームH 3rd Stage「最終ベルが鳴る」
- おしべとめしべと夜の蝶々
- リターンマッチ（坂口理子のアンダー）

 ひまわり組 2nd Stage「ただいま 恋愛中」公演
- 純愛のクレッシェンド

チームH 4th Stage「シアターの女神」
- キャンディー
- 夜風の仕業
- 嵐の夜には（田中美久のアンダー）

チームKⅣ 2nd Stage「最終ベルが鳴る」
- おしべとめしべと夜の蝶々（多田愛佳・田中優香のアンダー）

HKT48 ひまわり組「誘惑のガーター」公演
- Saturday night party
- Never!
- I'm sure.

チームH 5th Stage「RESET」
- 制服レジスタンス（指原莉乃のアンダー）
- 奇跡は間に合わない
- 逆転王子様（田島芽瑠・秋吉優花のアンダー）
- 明日のためにキスを（神志那結衣のアンダー）
- 心の端のソファー（田中美久のアンダー）

チームKIV 3rd Stage「制服の芽」
- 思い出以上（熊沢世莉奈のアンダー）

## 出演

### テレビドラマ
- 福岡恋愛白書7〜2つのLove Story〜 第2話「初恋の詩」（2012年3月24日、九州朝日放送） - 陽子 役
- ツナガール!〜明日にエール〜（2013年2月2日、福岡放送） - 紗季 役[20]
- マジすか学園0 木更津乱闘編（2015年11月29日、日本テレビ） - オシリ 役[21][22]
- 勇者ヨシヒコと導かれし七人 第9話（2016年12月3日、テレビ東京） - ルージュのメンバー 役

### 舞台
- HKT48指原莉乃座長公演（2015年4月8日 - 23日、明治座 / 8月15日 - 31日、博多座） - 椿 役[23]

### ラジオ
- HKT48 ラジオ聴かナイト!（2012年4月8日 - 2022年8月28日、九州朝日放送） - メインパーソナリティ

### ネット配信
- AKBラブナイト 恋工場 第32話「きっとまた君に恋をする」（2016年8月11日、ビデオパス・テレ朝動画） - 主演・初果 役[24]

### イベント
- 東京ガールズコレクション
  - TGC KITAKYUSHU 2019 by TOKYO GIRLS COLLECTION（2018年10月6日、西日本総合展示場）[25]
  - TGC KITAKYUSHU 2019 by TOKYO GIRLS COLLECTION（2019年10月5日、西日本総合展示場）[26]
- ソフトバンクホークス対北海道日本ハムファイターズ戦 始球式（2020年7月21日、PayPayドーム）[27]

## 書籍
- 松岡菜摘ファースト写真集「追伸」（2015年9月24日、集英社）ISBN 978-4-08-780770-7[3]